# Jean Bidart
Pour les articles homonymes, voir Bidart (homonymie).
Jean Bidart, né le 1er avril ou le 1er août 1923 à Gujan-Mestras et mort le 18 juillet 2010 à La Teste-de-Buch,, est un coureur cycliste français, actif dans les années 1940 et 1950.

## Biographie
Jean Bidart commence sa carrière cycliste au sein de l'AS Teste. Il évolue avec ce club durant la Seconde Guerre mondiale, avant de prendre une licence à l'UC Arcachon. 
En 1947, il se distingue en devenant champion de France amateurs. L'année suivante, il passe professionnel au sein de l'équipe Alcyon-Dunlop. Il court ensuite au sein des formations Mercier-Hutchinson et Royal-Fabric. Durant cette période, il remporte diverses courses régionales. Il se retire des compétitions à l'issue de la saison 1955. Son fils Michel a également été coureur cycliste.

## Palmarès
- 1943
  - Grand Prix René Dassé
- 1944
  - Grand Prix René Dassé
- 1947
  -  Champion de France sur route amateurs
  - Circuit Luxor
- 1948
  - Grand Prix de l'US Pissos
  - 2e du Circuit de la Chalosse
  - 3e de Bordeaux-Dax
- 1949
  - Circuit de la Chalosse
- 1950
  - Circuit Loire-Océan
  - 1re étape de Bordeaux-Mussidan
  - 2e étape de Bordeaux-Agen-Bordeaux
  - Grand Prix Jacques Castagnet
  - Grand Prix de Marmande
- 1952
  - Grand Prix Hossegor-Capbreton :
    - Classement général
    - 1re étape

  - Grand Prix de Gujan-Mestras
- 1953
  - 2e du Circuit de l'Indre